# Bryna McCarty
Bryna McCarty (22 marzo 1983) è un'ex sciatrice alpina statunitense.

## Biografia
Originaria di Concord e attiva in gare FIS dal dicembre del 1998, in Nor-Am Cup la McCarty esordì il 22 febbraio 1999 a Sugarloaf in supergigante (20ª) e ottenne la prima vittoria, nonché primo podio, il 9 dicembre 2001 a Lake Louise in discesa libera. Debuttò in Coppa del Mondo il 29 novembre 2002 ad Aspen in supergigante, senza completare la gara; nella medesima specialità conquistò l'ultima vittoria in Nor-Am Cup, il 9 dicembre 2003 a Lake Louise, mentre in Coppa del Mondo ottenne il miglior piazzamento il 31 gennaio 2004 a Haus in discesa libera (5ª).
Colse l'ultimo podio in Nor-Am Cup il 12 febbraio 2006 a Big Mountain in discesa libera (2ª) e il 5 marzo successivo prese per l'ultima volta il via in Coppa del Mondo, a Hafjell in slalom gigante senza completare la gara. Si ritirò al termine della stagione 2006-2007 e la sua ultima gara in carriera fu un supergigante FIS disputato il 19 marzo a Burke, vinto dalla McCarty; in carriera non prese parte a rassegne olimpiche o iridate.

## Palmarès

### Coppa del Mondo
- Miglior piazzamento in classifica generale: 57ª nel 2005

### Coppa Europa
- Miglior piazzamento in classifica generale: 29ª nel 2003 e nel 2004
- 6 podi:
  - 1 vittoria
  - 2 secondi posti
  - 3 terzi posti

#### Coppa Europa - vittorie
| Data            | Località   | Paese   | Specialità |
| --------------- | ---------- | ------- | ---------- |
| 23 gennaio 2004 | Innerkrems | Austria | SG         |

Legenda:

SG = supergigante

### Nor-Am Cup
- Miglior piazzamento in classifica generale: 4ª nel 2004
- Vincitrice della classifica di discesa libera nel 2003
- Vincitrice della classifica di supergigante nel 2004
- 17 podi:
  - 5 vittorie
  - 7 secondi posti
  - 5 terzi posti

#### Nor-Am Cup - vittorie
| Data             | Località    | Paese       | Specialità |
| ---------------- | ----------- | ----------- | ---------- |
| 9 dicembre 2001  | Lake Louise | Canada      | DH         |
| 14 dicembre 2002 | Lake Louise | Canada      | DH         |
| 8 febbraio 2003  | Aspen       | Stati Uniti | DH         |
| 8 dicembre 2003  | Lake Louise | Canada      | SG         |
| 9 dicembre 2003  | Lake Louise | Canada      | SG         |

Legenda:

DH = discesa libera

SG = supergigante

### Campionati statunitensi
- 1 medaglia:
  - 1 oro (supergigante nel 2005)